# Coruja-moura

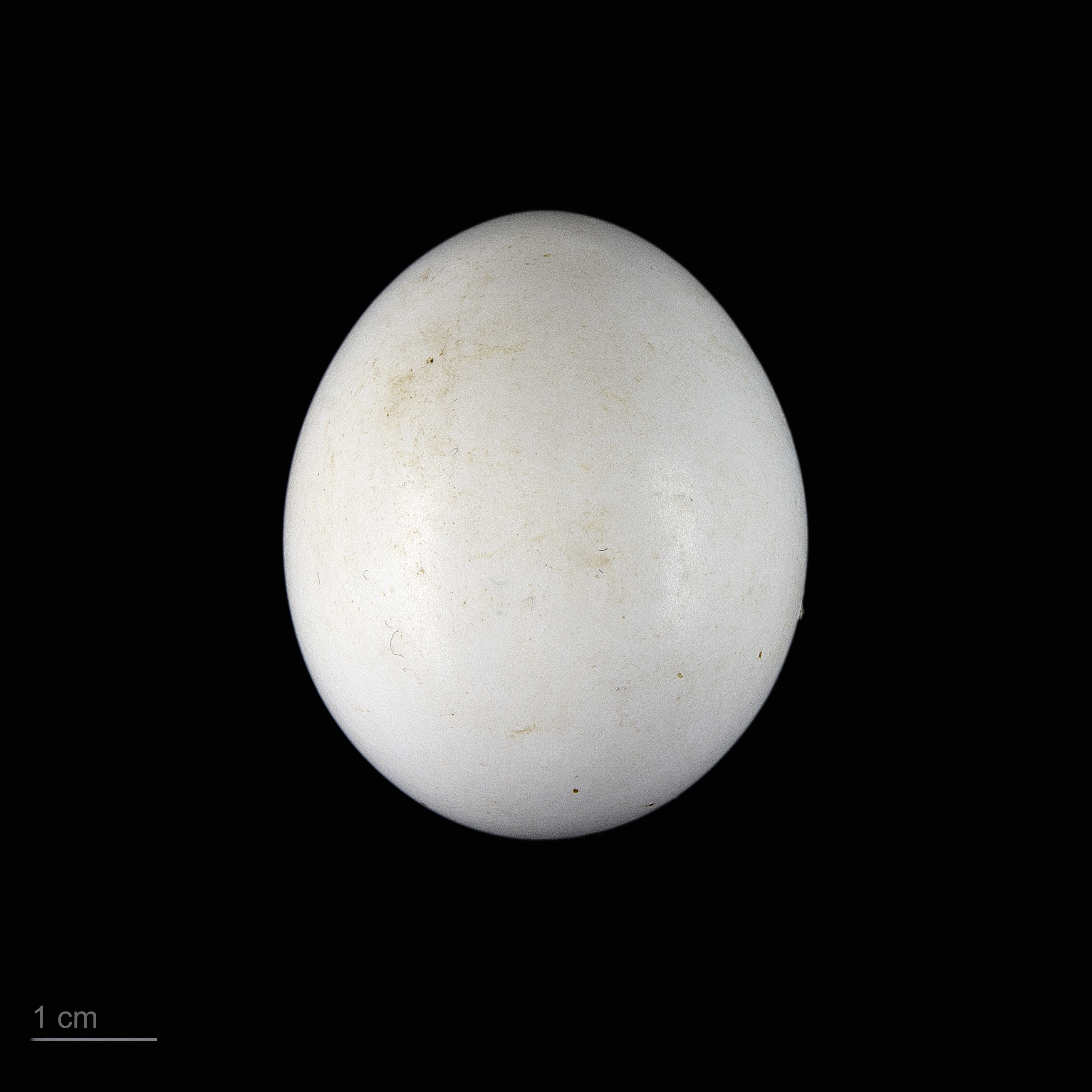
Asio capensis tingitanus - MHNT

Coruja-dos-pântanos ou coruja-moura (Asio capensis) é uma espécie de ave estrigiforme pertencente à família Strigidae.
Actualmente os locais de nidificação mais próximos situam-se em Marrocos.
Em Portugal a Coruja-moura terá nidificado junto ao estuário do Tejo, até ao final do século XIX, segundo testemunhos do Rei D. Carlos I, contudo as informações existentes são demasiado imprecisas para poder caracterizar a situação desta espécie no país. Não se conhecem registos recentes.